# Seattle SuperSonics 1995-1996
La stagione 1995-96 dei Seattle SuperSonics fu la 29ª nella NBA per la franchigia.
I Seattle SuperSonics vinsero la Pacific Division della Western Conference con un record di 64-18. Nei play-off vinsero il primo turno con i Sacramento Kings (3-1), la semifinale di conference con gli Houston Rockets (4-0), la finale di conference con gli Utah Jazz (4-3), perdendo poi la finale NBA con i Chicago Bulls (4-2).

## Western Conference
| Squadra             | V  | P  | %    | GB |
| ------------------- | -- | -- | ---- | -- |
| Seattle S.Sonics    | 64 | 18 | 78   | -  |
| L.A. Lakers         | 53 | 29 | 64,6 | 11 |
| Portland T. Blazers | 44 | 38 | 53,7 | 20 |
| Phoenix Suns        | 41 | 41 | 50   | 23 |
| Sacramento Kings    | 39 | 43 | 47,6 | 25 |
| G.S. Warriors       | 36 | 46 | 43,9 | 28 |
| L.A. Clippers       | 29 | 53 | 35,4 | 35 |

## Roster
| \| Pos. \| Num. \| Naz. \| Nome \| Altezza \| Peso \| Data nascita \| Provenienza \| \| ---- \| ---- \| ---- \| ----------------- \| ------- \| ------ \| ------------ \| -------------------- \| \| G/AP \| 2 \| \| Askew, Vincent \| 198 cm \| 95 kg \| 28-02-1966 \| Memphis \| \| A/C \| 34 \| \| Brickowski, Frank \| 206 cm \| 109 kg \| 14-08-1959 \| Penn State \| \| A \| 1 \| \| Ford, Sherell \| 201 cm \| 95 kg \| 26-08-1972 \| UIC \| \| G \| 33 \| \| Hawkins, Hersey \| 191 cm \| 86 kg \| 29-09-1966 \| Bradley \| \| C \| 50 \| \| Johnson, Ervin \| 211 cm \| 111 kg \| 21-12-1967 \| New Orleans \| \| A/C \| 40 \| \| Kemp, Shawn \| 208 cm \| 104 kg \| 26-11-1969 \| Trinity Valley CC \| \| G \| 10 \| \| McMillan, Nate \| 196 cm \| 88 kg \| 03-08-1964 \| North Carolina State \| \| G \| 20 \| \| Payton, Gary \| 193 cm \| 82 kg \| 23-07-1968 \| Oregon State \| \| A/C \| 14 \| \| Perkins, Sam \| 206 cm \| 107 kg \| 14-06-1961 \| North Carolina \| \| A/C \| 55 \| \| Scheffler, Steve \| 206 cm \| 113 kg \| 03-09-1967 \| Purdue \| \| A \| 11 \| \| Schrempf, Detlef \| 206 cm \| 97 kg \| 21-01-1963 \| Washington \| \| G \| 3 \| \| Snow, Eric \| 191 cm \| 86 kg \| 24-04-1973 \| Michigan State \| \| G/AP \| 25 \| \| Wingate, David \| 196 cm \| 84 kg \| 15-12-1963 \| Georgetown \| | Allenatore - George Karl Assistente/i - Tim Grgurich (Vice-allenatore) - Terry Stotts (Vice-allenatore) - Dwane Casey (Vice-allenatore) - Bob Weiss (Vice-allenatore) Legenda - (C) Capitano - (FA) Free agent - (S) Sospeso - (TW) Contratto Two-way - (GL) Assegnato a squadra G League affiliata - Infortunato Roster • Transazioni · Ultima transazione: 30 giugno 1996 |                        |                   |         |        |              |                      |
| Pos. | Num. | Naz.                   | Nome              | Altezza | Peso   | Data nascita | Provenienza          |
| G/AP | 2 | Stati Uniti (bandiera) | Askew, Vincent    | 198 cm  | 95 kg  | 28-02-1966   | Memphis              |
| A/C | 34 | Stati Uniti (bandiera) | Brickowski, Frank | 206 cm  | 109 kg | 14-08-1959   | Penn State           |
| A | 1 | Stati Uniti (bandiera) | Ford, Sherell     | 201 cm  | 95 kg  | 26-08-1972   | UIC                  |
| G | 33 | Stati Uniti (bandiera) | Hawkins, Hersey   | 191 cm  | 86 kg  | 29-09-1966   | Bradley              |
| C | 50 | Stati Uniti (bandiera) | Johnson, Ervin    | 211 cm  | 111 kg | 21-12-1967   | New Orleans          |
| A/C | 40 | Stati Uniti (bandiera) | Kemp, Shawn       | 208 cm  | 104 kg | 26-11-1969   | Trinity Valley CC    |
| G | 10 | Stati Uniti (bandiera) | McMillan, Nate    | 196 cm  | 88 kg  | 03-08-1964   | North Carolina State |
| G | 20 | Stati Uniti (bandiera) | Payton, Gary      | 193 cm  | 82 kg  | 23-07-1968   | Oregon State         |
| A/C | 14 | Stati Uniti (bandiera) | Perkins, Sam      | 206 cm  | 107 kg | 14-06-1961   | North Carolina       |
| A/C | 55 | Stati Uniti (bandiera) | Scheffler, Steve  | 206 cm  | 113 kg | 03-09-1967   | Purdue               |
| A | 11 | Germania (bandiera)    | Schrempf, Detlef  | 206 cm  | 97 kg  | 21-01-1963   | Washington           |
| G | 3 | Stati Uniti (bandiera) | Snow, Eric        | 191 cm  | 86 kg  | 24-04-1973   | Michigan State       |
| G/AP | 25 | Stati Uniti (bandiera) | Wingate, David    | 196 cm  | 84 kg  | 15-12-1963   | Georgetown           |